# 田中丸善威
田中丸 善威（たなかまる よしたけ、YOSHITAKE TANAKAMARU、1972年1月13日 - ）は、日本の実業家、元ミュージシャン（ベーシスト）。福岡県福岡市出身。中村学園三陽高等学校卒業。日本大学文理学部体育学科卒業。血液型O型。愛称は「MARU」。

## 人物・逸話
- 玉屋の創業家である田中丸家の一族である[1]。
- 高校時代は部員約70名率いるラグビー部キャプテン。ポジションは右ウイング。学生時代100m10秒9。
- 1992年大学在学時、樋口宗孝（レイジー, ラウドネス, スライ）と出逢う。1994年、樋口がスライ結成とともに師事、同バンドのベーシスト寺沢功一の傍でローディーとして学ぶ。1997年、樋口がソロアルバム“Free World”を発表。そのアルバム制作（プリプロ～※ガイドミュージシャンとして）に参加。同アルバムではビリー・シーンをはじめ、ジェフ・ピルソン、T.M.スティーブンス、スタンリー・クラーク等が参加。他にもスティーヴ・ヴァイ、スティーヴィー・サラス、テリー・ボジオ、ドン・ドッケン、ロニー・ジェイムス・ディオ、タイ・テイバー、マイケル・トンプソン等もこのアルバムに参加している。
- 1998年春に樋口の推薦もあり柏原崇、柏原収史兄弟とともにバンド"ノーウェア"を結成。1998年9月9日、フォーライフ・レコード（現フォーライフミュージックエンタテイメント）よりファーストシングル"アナザーワールド"でメジャーデビュー。ライヴ活動は国内では渋谷CLUB QUATTRO、下北沢シェルター 他。1999年8月14日、当時台湾でも柏原崇人気は絶大で、ノーウェア単独公演に約30,000人を動員。『No'Where(柏原崇) 台北市立體育場 演唱會』
- 2001年初頭、ラウドネス高崎晃のレーベルHEMP RECORDSより加藤剛志（Ds.）等と結成したミクスチャーバンド"アイオライト"でミニアルバムをリリース。高崎晃のソロプロジェクト"JI-ZO"メンバーとしても活動した。
- 2001年秋、クラウド・ナインのリーダーSHU（Gt.）よりバンドへの誘いを受け、幾度のセッションやライヴを経て2002年初頭正式メンバーとして参加。クラウド・ナインでのリリースは、フルアルバム2枚（徳間ジャパン・コミュニケーションズ）ミニアルバム3枚（ポリスター）等、ライヴDVD2枚他、バンドで コンピレーションアルバム等にも参加している。PV７本。2005年に発表したアルバム疾風迅雷ではミキサー&プロデュースとして元マシーン・ヘッド、元ソウルフライのギタリストローガン・メイダーを起用。翌2006年9月に発表された疾風迅雷外伝においても同氏を起用。2007年10月21日のライヴを最後に、渡米目的の為バンドを離脱。後任ベーシストとして第一期のメンバーでもある沢田泰司（元X, 元ラウドネス, D.T.R）が復帰。
- 2007年12月、18年ぶりとなるラウドネスボーカリスト二井原実ソロライヴのメンバーとして東名阪ツアー『Rock'n Roll GYPSY TOUR 07』に参加。
- 2008年1月28日、シャムシェイドのボーカリスト栄喜とSADSのギタリストK-A-Zとのユニットデトロックス渋谷C.C.Lemonホールでの公演に参加。
- 2008年3月4日よりロサンゼルス在住。同年8月、ハリウッドで人気のバンドLOVECHILD（ラブチャイルド）に加入。
- 2009年10月30日、カリフォルニア州オレンジ郡でコーンをヘッドライナーに迎えて行われた"Halos N’ Horns Fest."にLOVECHILDで出演。
- 2010年5月、エレクトロニック・ポップメタル・バンド Otto's Daughter（オットーズ・ドウター）に加入したが1ヶ月で脱退。
- 2010年11月30日無期限で音楽活動を停止。

※ガイドミュージシャンとは、リズム録りの際に、一堂にミュージシャンが 集合できない時に仮で演奏をするミュージシャンのことを言う。そのミュージシャンの演奏で、曲の雰囲気を捉えるため とても重要になってくる。

## プレイスタイル
- ラグビーで培った、バンドマンに似つかわしくない恵まれたボディーを最大限に生かしステージに立つその姿は、まさにアスリートでありファイター。 彼のライヴ・パフォーマンスを最初に見たインパクトとしては、普段の物腰柔らかい人柄や甘いマスクとは裏腹の激しいステージングに完全に度肝を抜かれる。 まるでAC/DCのリードギター、アンガス・ヤングのようなエナジーを感じる。表現力とグルーヴをとても大事にしている。ベースを打楽器のように叩いて弾いたりもする。
- ピックを使わないベーシスト。No'where時代にはレコーディングでのみピックで演奏した事がある。Cloud Nine時代にはツーフィンガーで弾く他、スラップ、タッピング、ハーモニクス、時には打楽器のように激しく叩いたりと幅広いアプローチで楽曲やライヴを盛り上げる個性的なベース・プレイはラウドネス高崎晃（Gt）や二井原実（Vo）をはじめ、アンセム柴田直人（Bs）や坂本英三（Vo）、元クリスタルキング田中雅之（Vo）、元シャムシェイド栄喜（Vo）、SOPHIA松岡充（Vo）や都啓一（Key）など多くの実力者派ミュージシャンにも支持されている特異な才能を持った類い稀なベーシストである。

## サウンド
- 4弦ベース以外は殆ど使用しない。愛用のベースはG&L Guitars社 L-2000。多弦ベースを使用しない代わりにゲージの太い弦を張っている。Cloud Nineに在籍中、前期は全体半音下げの4弦のみ1音半下げ（C#）。後期は全体1音下げの4弦は2音下げ（C）。その際、使用弦はアーニー・ボール社のPower Slinky（55, 75, 90, 110）で4弦が2音下げ（C）の場合更に太い弦（130）を張っている。
- ケーブルはEx-pro社のFAシリーズを使用。以前はモンスター・ケーブルを使用していたがEx-pro近藤誠社長（2009年10月14日没）直々の推薦もあり、試奏してみたところ想像以上にクオリティーが高く、即エンドース契約をした。
- ライヴにおいて生音に拘るプレイヤーで、決してDIを使いたがらない。DIを通したアンプの痩せた音やハードなピッキングにDIが追いつかない事、スラップの際のサウンドの薄さ等、解消しきれない数多くの問題に不満を感じていた。どうにかしてアンプのスピーカーから出てる音をそのまま会場へ届けたい。そこで当時のゼンハイザー社の担当者に相談、マイクの持つ特性等を共同で研究。その結果、マイクのみでDIサウンド以上の迫力を会場に届ける方法を見い出し、以降愛用のマイクはゼンハイザー社のe-902とe-906。そこに以前から使用している世界で限定500台のみ生産されたアンペグ社のSVT 1987 LIMITED EDITION 149/500 (ホワイト) のビンテージ・アンプへ2本のマイクを立てることによって迫力のあるMARU独特のベースサウンドを会場まで届ける事が出来るようになった。アンプのスピーカーから出ている良質のサウンドを大切にしている。
- エフェクターはDOD社のコーラスを使用している。アンプ直のサウンドに拘りがあり、エフェクターは10年前から変わらずほぼこの一つのみを使用している。

## 略歴
- 1994年、アマチュアバンド”Replay”の一員としてバンド活動始動。
- 1998年、LOUDNESS Ds.樋口宗孝の推薦で柏原崇、柏原収史とのバンド"No'where"に加入。
- 1998年9月9日、フォーライフ・レコードよりシングルAnother Worldでメジャーデビュー、オリコンチャート最高位：29位
- 1999年8月14日、台湾の台北市立體育場にてNo'where単独公演に約30,000人を動員。
- 1999年11月5日、笑っていいとも!テレフォンショッキングにNo'whereのメンバーで出演。
- 2001年、ミクスチャーバンドIOLITE結成。LOUDNESS高崎晃のレーベルHEMP RECORDSよりデビュー、同時に高崎晃のソロプロジェクト“JI-ZO”においてもライヴ活動を行う。
- 2002年、ヘヴィメタルロックバンドCloud Nineに参加。
- 2004年7月15日発表された初のライヴDVD+CD『LOUD TRIANGLE』がタワーレコードウィークリーチャート最高位：2位。
- 2005年、セカンドアルバム"疾風迅雷"でミキサー&プロデュースとして 元マシーン・ヘッド、元ソウルフライのギタリスト"ローガン・メイダー"を起用。
- 2006年9月に発表されたミニアルバム"疾風迅雷外伝"においてもサウンドプロデュースに同氏を起用。
- 2007年10月21日、表参道FABでのライヴを最後に、渡米目的の為Cloud Nineを離脱。後任として第一期のメンバーでもあるベーシスト沢田泰司（元X, 元LOUDNESS, D.T.R）が復帰。
- 2008年3月4日、渡米（ロサンゼルス）
- 2009年10月30日、カリフォルニア州オレンジ郡でKORNをヘッドライナーに迎えて行われた"Halos N’ Horns Fest."にバンド"LOVECHILD"の一員として出演。
- 2010年11月30日、音楽活動を無期限で休止。

## テレビ
- HEY!HEY!HEY! MUSIC CHAMP 1999年3月8日（フジテレビ）
- FUN（日本テレビ）
- ASAYAN（テレビ東京）・・ 他。

## ドラマ
- 「ランデヴー」出演 桃井かおり、田中美佐子、高橋克典、柏原崇、No'where 他　1998年7月3日～9月11日（TBS）
- 「もう一度キス」出演 窪塚洋介、ユンソナ、柏原収史、伊崎充則 他。 2001年1月9日～3月13日 （NHK）

## その他スタジオワーク等
- 樋口宗孝［LOUDNESS Ds.］プロデュース作品＜Munetaka Higuchi with dream castle＞＜COZY POWELL FOREVER ＞

＜SUPER ROCK SUMMIT＞＜ LUPIN THE THIRD TRIBUTE ALBUM ” You's Explosion”＞
- 高崎晃 ［LOUDNESS Gt.］ソロプロジェクト・バンド
- 二井原実［LOUDNESS Vo.］ ソロプロジェクト・バンド
- 田中雅之［元クリスタルキング Vo.］バンドCODE≠G
- はたけ［シャ乱Q Gt.］ソロアルバム、バンド＜Ｑ、Hyper Rock＞
- 清水まなぶレコーデェング＆ライヴサポート
- 都啓一［SOPHIA Key.］ソロ・プロジェクト
- 松岡充［SOPHIA Vo.］TAMAMIZUプロデュース レコーディング
- 赤松芳朋［SOPHIA Ds.］バンドS.R.O.D
- TAMAMIZU［CASCADE Vo.］(みにくい反逆児)
- より子。(LIFE) レコーディング & ライヴサポート
- より子。（Break the Cocoon)［アルバムタイトル曲］
- V6"Coming Century" 映画 『COSMIC RESCUE』サウンドトラック & シングル曲 COSMIC RESCUE/強くなれ［2003年7月14日付 オリコンシングル週間ランキング第1位］
- 市井紗耶香 in CUBIC-CROSS アルバム曲
- DETROX（ex.SIAM SHADE Vo栄喜 & 現SADSのGt.K-A-Z とのユニット）レコーディング & ライヴサポート
- STEEL（Gt.柏原収史、現EXILEネスミスとのユニット）ライヴサポート・・他。
- ME-ライヴサポート